# Z (pel·lícula)
Z és una pel·lícula de thriller polític francoalgeriana de 1969 dirigida per Costa-Gavras i coescrita amb Jorge Semprún. La pel·lícula, basada en la novel·la homònima de Vasilis Vasilikós, descriu la tensa i confusa cadena d'esdeveniments polítics, socials i institucionals que se succeeixen després de l'assassinat del polític i pacifista Grigoris Lambrakis, perpetrat el 1963. A base d'un punyent humor negre i d'una sàtira no menys contundent, amb aquesta obra Costa-Gavras posa al punt de mira l'enrarit clima polític de la Grècia dels anys 1960, que té com a colofó el cop d'estat de l'any 1967.

## Argument
Malgrat que l'acció de la pel·lícula té lloc a un país desconegut, detalls com un anunci de cervesa grega o una màquina d'escriure també grega donen a entendre que la trama es desenvolupa a la Grècia dels anys 1960, on la casa reial i l'exèrcit són els poders fàctics que governen un Estat policial amb un gran dèficit democràtic.
La pel·lícula comença amb un acte polític del líder del govern d'extrema dreta, que des del podi estant, dedica els darrers mots del seu bel·ligerant discurs a denigrar i insultar l'oposició, d'ideologia comunista.
Un grup pacifista encapçalat per un popular professor universitari, diputats de l'oposició i diversos opositors a l'OTAN intenten seguidament ultimar els preparatius per celebrar un acte polític a favor del desarmament nuclear. Superades les trabes administratives i policials que per motius de seguretat s'obstinen a impedir-ne la seva celebració, l'acte té finalment lloc en un imprevist local, l'exterior del qual és acordonat per un desproporcionat desplegament policial que té per presumpte objectiu contenir a l'alterada multitud pro-governamental que s'ha aplegat per impedir amb l'ús de la violència la celebració de l'acte.
Finalitzat l'acte després de pronunciar el discurs, el diputat de l'oposició i doctor en medicina «Z» (a la realitat, el polític Grigoris Lambrakis), surt del local i en travessar el carrer, sota la mirada impassible dels policies, és atropellat per un automòbil que curiosament ha aconseguit creuar l'atapeït cordó de seguretat.
Policia i militars intenten camuflar l'assassinat a sang freda tot subornant testimonis i pressionant al jove fiscal responsable d'esclarir els fets. A l'hospital, no obstant, el contundent resultat de l'autòpsia no dona peu a dubtes i desmunta per complet la versió oficial dels fets, posant en evidència que la mort del diputat ha estat causada per un cop mortal al crani propiciat per una porra. Les imatges enregistrades dels fets, que delaten a una persona que des del camió colpeja la víctima, donen suport a aquesta versió. A poc a poc, la versió del fortuït accident modelada per la junta militar es va enfonsant per donar pas a la flagrant veritat dels fets, que posa en evidència un assassinat premeditat i a sang freda.
L'esperada sentència contra la junta militar, malgrat totes les evidències, no arriba mai a materialitzar-se, ja que durant el judici el fiscal és misteriosament rellevat del cas, els testimonis clau moren sota sospitoses circumstàncies, els amics i defensors del diputat moren o són deportats i un periodista que investigava el cas és empresonat. Per contra, els assassins obtenen lleus condemnes i la junta militar és penalitzada només amb faltes administratives i menors.
Els crèdits de la pel·lícula revelen una llista de prohibicions que inclou els moviments pacífics, les vagues, els sindicats, els cabells llargs pels homes, The Beatles i altra música modera, Sòfocles, Lev Tolstoi, Èsquil, Sòcrates (per homosexual), Eugen Ionescu, Jean-Paul Sartre, Anton Txékhov, Harold Pinter, Edward Albee, Mark Twain, Samuel Beckett, els col·legis d'advocats, la sociologia, les enciclopèdies universals, la llibertat de premsa i la matemàtica moderna. També és prohibida la lletra "z", per haver estat utilitzada per recordar que Lambrakis i el seu esperit de resistència segueixen vius (zi = "ell (Lambrakis) viu").

## Repartiment
- Yves Montand, diputat
- Irene Papas, Helene, l'esposa del diputat
- Jean-Louis Trintignant, magistrat
- Jacques Perrin, periodista
- Charles Denner, Manuel
- François Périer, fiscal
- Pierre Dux, general de l'exèrcit
- Georges Géret, Nick
- Bernard Fresson, Matt
- Marcel Bozzuffi, Vago
- Julien Guiomar, coronel de l'exèrcit
- Magali Noël, germana de Nick
- Renato Salvatori, Yago
- Clotilde Joano, Shoula

## Premis i nominacions

### Premis
- Festival Internacional de Cinema de Canes de 1969: millor actor, Jean-Louis Trintignant; Premi del jurat, Costa-Gavras, per unanimitat.[1]
- New York Film Critics Circle Awards: Premi NYFCC, millor direcció, Costa-Gavras; millor pel·lícula; 1969.
- Premis Oscar: Oscar al millor muntatge, Françoise Bonnot; Oscar a la millor pel·lícula de parla no anglesa, Algèria; 1970.
- Premi Globus d'Or: Globus d'Or a la millor pel·lícula estrangera, Algèria; 1970.
- British Academy of Film and Television Arts: Premi Anthony Asquith per la banda sonora, Mikis Theodorakis; 1970.
- Edgar Award: millor pel·lícula, Jorge Semprún i Costa-Gavras; 1970.
- National Society of Film Critics Premi NSFC i premi a la millor pel·lícula; 1970.
- Kansas City Film Critics Circle Awards de 1970: Premi KCFCC, millor pel·lícula estrangera; 1971.

### Nominacions
- Festival Internacional de Cinema de Canes: Palma d'Or, Costa-Gavras, 1969.
- Premis Oscar: Oscar al millor director, Costa-Gavras; Oscar a la millor fotografia, Jacques Perrin i Ahmed Rachedi; Oscar al millor guió adaptat, Jorge Semprún i Costa-Gavras; 1970.
- British Academy of Film and Television Arts: Premi BAFTA, BAFTA a la millor pel·lícula; BAFTA al millor muntatge, Françoise Bonnot; BAFTA al millor guió adaptat, Costa-Gavras i Jorge Semprún; Premi UN; 1970.
- Directors Guild of America, EUA: Premi DGA, Costa-Gavras; 1970.